# Велика Борківщина
Велика Борківщина (біл. вёска Вілікая Боркаўшчына) — село в складі Молодечненського району Мінської області, Білорусь. Село підпорядковане Лебедівській сільській раді, розташоване в західній частині області.